# Хенри Дејл
Сер Хенри Халет Дејл OM GBE PRS (Лондон, 9. јун 1875 – Лондон, 23. јул 1968) био је енглески фармаколог и физиолог. За своје проучавање ацетилхолина као агенса у хемијском преносу нервних импулса (неуротрансмисија) поделио је Нобелову награду за физиологију или медицину 1936. године са Ото Левијем.

## Каријера и истраживање
Док је радио на Универзитетском колеџу у Лондону, упознао је и спријатељио се са Отом Левијем. Дејл је постао директор Одељења за биохемију и фармакологију на Националном институту за медицинска истраживања у Лондону 1914. Постао је професор хемије на Краљевском институту 1942. године. Током Другог светског рата био је у научном саветодавном одбору Кабинета.
Иако су Дејл његове колеге први пут идентификовали ацетилхолин 1914. године као могући неуротрансмитер, Леви је показао његову важност у нервном систему. Њих двојица су поделили Нобелову награду за медицину 1936.
Током 1940-их Дејл је био уплетен у научну дебату о природи сигнализације у синапси. Дејл и други веровали су да је сигнализација у синапси хемијска, док су Џон Керју Еклис и други веровали да је синапса електрична. Касније је откривено да је већина синаптичких сигнала хемијска, али постоје неке синапсе које су електричне.
Дејл је такође створио шему која се користи за разликовање неурона према неуротрансмитерима које ослобађају. Тако се неурони који ослобађају норадреналин (познат у Сједињеним Државама као норепинефрин) називају норадренергичним, неурони који ослобађају ГАБА су ГАБАергични, итд. Ово се зове Дејлов принцип (понекад се погрешно назива Дејлов закон), чије једно тумачење каже да сваки неурон ослобађа само једну врсту неуротрансмитера. Показало се да је ова конкретна интерпретација Дејловог принципа нетачна, јер многи неурони ослобађају неуропептиде и аминокиселине поред класичних неуротрансмитера као што су ацетилхолин или биогени амини. Овај налаз, да велики број неуротрансмитера може ослободити исти неурон, назива се „принципом коегзистенције“. Овај феномен је највише популаризовао шведски неуроанатом и неурофармаколог Томас Хокфелт, који се сматра „оцем принципа коегзистенције“.